# エストレージャ・ダム
エストレージャ・ダム（スペイン語: Estrella Damm）は、スペインバルセロナのビールメーカーダム社が製造するビールの銘柄。
FCバルセロナ公式ビールであり、スペイン国内でのビールシェアで1番の銘柄である。
スタイルはピルスナー。
イギリスの『レストラン』誌のシェフズ・チョイス賞のスポンサーを務める。